# フランコ・タンクレーディ
フランコ・タンクレーディ （Franco Tancredi、1955年1月10日 - ）は、イタリア出身の元同国代表の元サッカー選手、サッカー指導者。ポジションはGK。

## 経歴

### クラブ
1972年にセリエCのジュリアノーヴァ・カルチョでデビュー。1974年にセリエAのACミランへ移籍したが、正ゴールキーパーにはエンリコ・アルベルトージが控えていたため出場機会を得ることは出来ず、1976年にセリエBのリミニ・カルチョFCへ移籍。リミニで好調なプレーを維持したことから翌1977年にセリエAのASローマへ移籍し、1979年1月28日に行われたエラス・ヴェローナFC戦でセリエAデビューを果たした。
その後、ローマの正ゴールキーパーに定着すると、ブルーノ・コンティやカルロ・アンチェロッティらとともに1982-83シーズンのセリエA優勝をはじめ、4度のコッパ・イタリア優勝 (1979-80, 1980-81, 1983-84, 1985-86)に貢献した。1990年にローマを退団するまでリーグ通算288試合に出場し、8シーズンの間に255試合連続出場記録も打ち立てた。
同年、セリエAのトリノ・カルチョへ移籍したが、1991年に現役を引退した。

### 代表
イタリア代表としては国際Aマッチ12試合に出場。1984年にアメリカ合衆国で開催されたロサンゼルスオリンピックや、1986年にメキシコで開催された1986 FIFAワールドカップの代表メンバーに選ばれたが、ワールドカップではジョヴァンニ・ガッリが正キーパーを務めたため出場機会はなかった。

### 引退後
引退後は1992年から2004年にかけて古巣のASローマでGKコーチを務め、1999年からローマで監督を務めていたファビオ・カペッロの移籍に伴ってユヴェントス、レアル・マドリード、イングランド代表のGKコーチを務めた。その後2011年7月にローマのGKコーチに復帰し、シーズン終了まで職務を務めた。